# خوسيه موريرا باستوس نيتو
خوسيه موريرا باستوس نيتو (بالبرتغالية: José Moreira Bastos Neto‏) هو كاهن كاثوليكي برازيلي، ولد في 25 يناير 1953، وتوفي في 26 أبريل 2014.